# 米奥桑拉尼斯 (比利牛斯-大西洋省)
米奥桑拉尼斯（法語：Miossens-Lanusse）是法国比利牛斯-大西洋省的一个市镇，属于波城区（Pau）泰兹县（Thèze）。该市镇总面积9.16平方公里，2009年时的人口为208人。

## 人口
米奥桑拉尼斯人口变化图示